# Stanton (California)
Stanton, fundada en 1956, es una ciudad ubicada en el condado de Orange en el estado estadounidense de California. En el año 2020 tenía una población de 37,962 habitantes y una densidad poblacional de 4,715.07 personas por km².

## Geografía
Stanton se encuentra ubicada en las coordenadas 33°48′9″N 117°59′40″O / 33.80250, -117.99444. Según la Oficina del Censo, la ciudad tiene un área total de 8,1 km² (3,1 mi²), de la cual 8,1 km² (3,1 mi²) es tierra y 0 km² (0 mi²) (0%) es agua.

### Localidades adyacentes
El siguiente diagrama muestra a las localidades en un radio de 8 kilómetros (5 mi) de .

## Demografía
Según la Oficina del Censo en 2007 los ingresos medios por hogar en la localidad eran de $39,127, y los ingresos medios por familia eran $40,162. Los hombres tenían unos ingresos medios de $27,644 frente a los $25,995 para las mujeres. La renta per cápita para la localidad era de $14,197. Alrededor del 18.0% de la población estaban por debajo del umbral de pobreza.

## Educación
En una parte de la Ciudad de Stanton, el Distrito Escolar de Magnolia gestiona escuelas primarias públicas y el Distrito Escolar Unificado de Preparatorias de Anaheim gestiona escuelas secundarias públicas.
En una parte de la Ciudad de Stanton, el Distrito Escolar Unificado de Garden Grove gestiona escuelas públicas de todos niveles.